# Flatschach
Flatschach là một đô thị thuộc huyện Knittelfeld trong bang Steiermark, nước Áo. Đô thị Flatschach có diện tích 7,43 km², dân số cuối năm 2005 là người.